# 샌프란시스코 불스
| 샌프란시스코 불스 |                                   |
| 콘퍼런스          | 서부 콘퍼런스 (2012년~2014년)     |
| 디비전            | 퍼시픽 디비전 (2012년~2014년)     |
| 설립연도          | 2011년                            |
| 해체연도          | 2014년                            |
| 역사              | 샌프란시스코 불스 (2012년~2014년) |
| 경기장            | 카우 팰리스                       |
| 연고지            | 캘리포니아주 데일리 시티          |
| 상징색            | 올드 골드, 오렌지, 검정, 하양     |
| 구단주            |                                   |
| 단장              |                                   |
| 감독              |                                   |
| NHL 제휴          |                                   |
| AHL 제휴          |                                   |
| 정규시즌 우승     |                                   |
| 콘퍼런스 우승     |                                   |
| 디비전 우승       |                                   |
| 켈리 컵           |                                   |
| 영구 결번         |                                   |

샌프란시스코 불스(San Francisco Bulls)는 미국 캘리포니아주 데일리 시티를 연고지로 하는 2012년부터 2014년까지 ECHL 소속되었던 아이스 하키팀이다.

## 역대 홈경기장
| 경기장            | 사용기간      | 수용인원 | 장소                     | 비고 |
| ----------------- | ------------- | -------- | ------------------------ | ---- |
| 샌프란시스코 불스 |               |          |                          |      |
| 카우 팰리스       | 2012년~2014년 | 11,089명 | 캘리포니아주 데일리 시티 | 빈칸 |